# 小行星1615
小行星1615（1615 Bardwell）是一颗绕太阳运转的小行星，为主小行星带小行星。该小行星于1950年1月28日发现。
該小行星以美國天文學家康拉德·M·巴德維爾（Conrad M. Bardwell）命名。

## 轨道参数
小行星1615的轨道半长轴为3.1297016 UA，离心率为0.179。